# Xã Valley, Quận Guernsey, Ohio
Xã Valley (tiếng Anh: Valley Township) là một xã thuộc quận Guernsey, tiểu bang Ohio, Hoa Kỳ. Năm 2010, dân số của xã này là 2.263 người.